# Emil Dähne

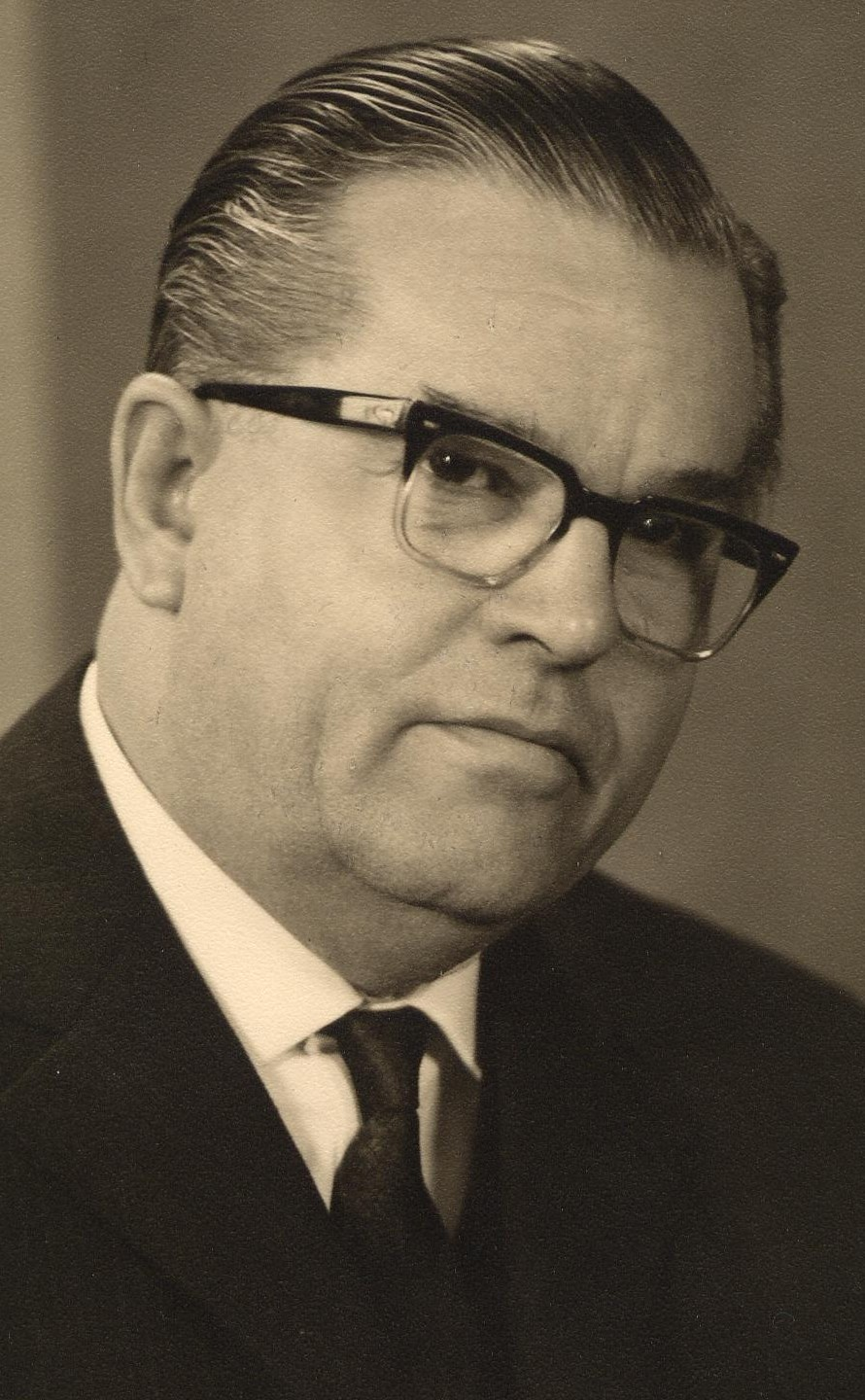
Emil Dähne 1968

Emil Dähne (* 16. November 1902; † 26. November 1968 in Hamburg) war ein deutscher Schachfunktionär und von 1951 bis 1968 Präsident des Deutschen Schachbundes.

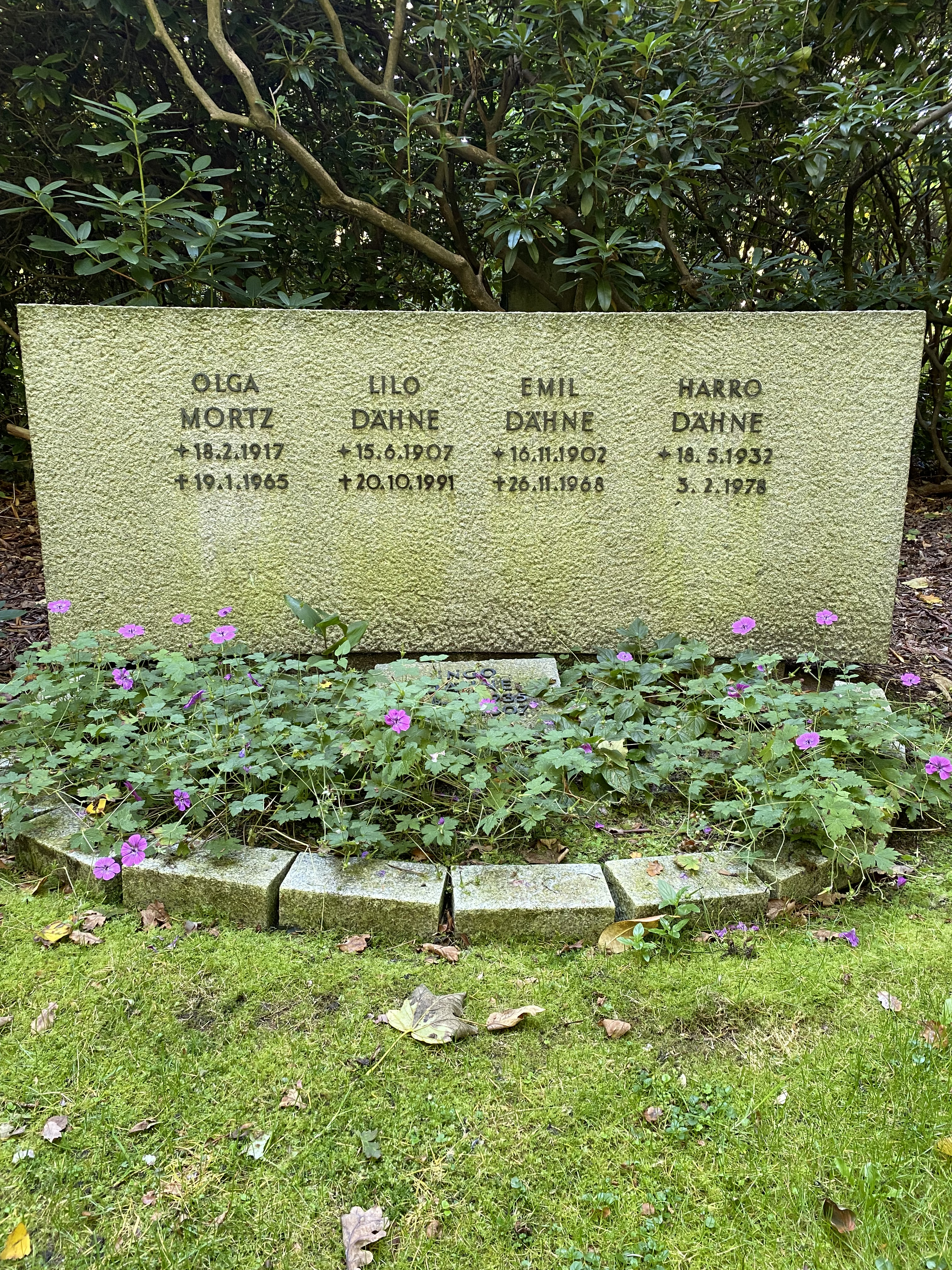
Grabstätte auf dem Friedhof Ohlsdorf

Von 1948 bis zu seinem Lebensende war Dähne Vorsitzender des Hamburger Schachklubs. Hier förderte er vor allem die Jugendarbeit. So warb er 1950 erfolgreich in den Hamburger Gymnasien für einen Schachlehrgang, den Klaus-Junge-Schachlehrgang. 1951 organisierte Dähne in Hamburg die Deutsche Jugendmeisterschaft.
Im Jahr 1951 wurde er der zweite Präsident des Deutschen Schachbundes nach dem Zweiten Weltkrieg. Er bekleidete dieses Amt bis zu seinem Tod. In dieser Zeit verdoppelte sich die Anzahl der Mitglieder von 24.000 auf etwa 48.000.
Er stiftete 1952 den Pokal Silberner Turm, der bis heute als deutsche Pokalmeisterschaft im Schach bzw. Dähne-Pokal ausgespielt wird.
Erich Dähne wurde in der Familiengrabstätte auf dem Friedhof Ohlsdorf beigesetzt. Sie liegt im Planquadrat K 5 unweit des Haupteingangs an der Fuhlsbüttler Straße.